# GOLDFINGER'99
「GOLDFINGER '99」（ゴールドフィンガー ナインティ・ナイン）は、郷ひろみの76作目のシングル。1999年7月23日にソニー・ミュージックエンタテインメント（Sony Recordsレーベル、現：ソニー・ミュージックレーベルズ）から発売された。
1999年10月21日に発売された77作目のシングル「GOLDFINGER '99 Remix」も併せて記述する。

## 解説
- リッキー・マーティンの「リヴィン・ラ・ヴィダ・ロカ」（Livin' la Vida Loca）のメロディに日本語の歌詞をのせた楽曲。
- 8cmCDとマキシシングル、レコードの3種類で発売されており、8cmCD盤に関してはジャケットが2種類ある。
- サビの “A CHICHI A CHI” を連呼する歌詞は、郷自身の発案によるものである。本楽曲について郷は「（<123バ 223バ>という歌詞がある）『お嫁サンバ』の経験があったので、この曲も歌えた」と振り返っている[1]。
- サビの手の動きが特徴的な振り付けは黒須洋壬が担当した。黒須によれば、サビの振り付けは「お煎餅を焼く時に表、裏返して、触ったらアッチッチみたいな」というイメージから生まれたという[2]。

## リミックス
- アルバム『MOST LOVED HITS OF HIROMI GO』に収録されている「GOLDFINGER 2001」というリミックスバージョンが制作された。
- 2009年9月2日に、93枚目のシングル「Get Real Love 〜GOLDFINGER'009」を発売した。
- カップリングは10周年リミックスヴァージョンが収録されている。

## チャート成績
- 1990年代にリリースしたシングルでは「言えないよ」「逢いたくてしかたない」を上回り、累計46.0万枚のセールスを記録。
- 自身のシングルでは「よろしく哀愁」「哀愁のカサブランカ」に次ぐ3番目の大ヒット作となった。
- ただし、「GOLDFINGER '99 Remix」のセールスを含めた場合は累計54.8万枚を売り上げた計算になる為、こちらが最大のヒット曲となる。
- なお、累計売上は80万枚を超えるとの情報もある[3]。

## エピソード
- 1999年8月、プロモーションとして渋谷スクランブル交差点にトラックを止め、警察に無届けで白昼ゲリラライブを敢行した。しかし、マスコミと野次馬が交差点に押し寄せたため、交通渋滞を引き起こしてしまい、所属レコード会社の現場関係者ら6人が道路交通法違反容疑で書類送検された。
- 関係者も、郷の人気ぶりがそこまでとは予想しておらず、思わぬ事態に発展。レコード会社のプロデューサーは懲役3ヶ月、執行猶予2年の判決を受けた。当事者の郷も警察の取り調べを受ける騒動となった。
- 郷はその後出演したテレビ朝日『ミュージックステーション』で「関係者並びに市民の皆様には多大なご迷惑をお掛けしました」と謝罪した。
- NHK紅白歌合戦でも3回披露した。

## 収録曲

### 8cmCD
| #         | タイトル                                 | 作詞                                       | 作曲                      | 編曲      | 時間  |
| --------- | ---------------------------------------- | ------------------------------------------ | ------------------------- | --------- | ----- |
| 1.        | 「GOLDFINGER '99」                       | Desmond Child, Draco Rosa 日本語詞: 康珍化 | Desmond Child, Draco Rosa | 鳥山雄司  | 4:07  |
| 2.        | 「日々の泡」                             | 松井五郎                                   | 山口美央子                | 岩本正樹  | 4:03  |
| 3.        | 「GOLDFINGER '99」(オリジナル・カラオケ) |                                            |                           |           | 4:07  |
| 合計時間: | 合計時間:                                | 合計時間:                                  | 合計時間:                 | 合計時間: | 12:17 |

### Maxi
| 全作詞: Desmond Child, Draco Rosa、日本語詞: 康珍化、全作曲: Desmond Child, Draco Rosa。 |                                               |                                             |                           |          |                |      |
| #                                                                                        | タイトル                                      | 作詞                                        | 作曲・編曲                | 編曲     | リミックス     | 時間 |
| 1.                                                                                       | 「GOLDFINGER '99」(Single Version)            | Desmond Child, Draco Rosa、日本語詞: 康珍化 | Desmond Child, Draco Rosa | 鳥山雄司 |                | 4:00 |
| 2.                                                                                       | 「GOLDFINGER '99」(ESCAPE A GO GO MIX)        | Desmond Child, Draco Rosa、日本語詞: 康珍化 | Desmond Child, Draco Rosa |          | Escalator Team | 7:00 |
| 3.                                                                                       | 「GOLDFINGER '99」(AKAKAGE's Happy Finger★99) | Desmond Child, Draco Rosa、日本語詞: 康珍化 | Desmond Child, Draco Rosa |          | AKAKAGE        | 4:00 |
| 4.                                                                                       | 「GOLDFINGER '99」(Instrumental)              | Desmond Child, Draco Rosa、日本語詞: 康珍化 | Desmond Child, Draco Rosa |          |                | 4:00 |
| 合計時間:                                                                                | 合計時間:                                     | 合計時間:                                   | 合計時間:                 | 19:00    |                |      |

### 12inch
| 全作詞: Desmond Child, Draco Rosa、日本語詞: 康珍化、全作曲: Desmond Child, Draco Rosa。 |                                        |                                             |                           |          |                |      |
| #                                                                                        | タイトル                               | 作詞                                        | 作曲・編曲                | 編曲     | リミックス     | 時間 |
| 1.                                                                                       | 「GOLDFINGER '99」(Single Version)     | Desmond Child, Draco Rosa、日本語詞: 康珍化 | Desmond Child, Draco Rosa | 鳥山雄司 |                | 4:00 |
| 2.                                                                                       | 「GOLDFINGER '99」(ESCAPE A GO GO MIX) | Desmond Child, Draco Rosa、日本語詞: 康珍化 | Desmond Child, Draco Rosa |          | Escalator Team | 7:00 |
| 合計時間:                                                                                | 合計時間:                              | 合計時間:                                   | 合計時間:                 | 11:00    |                |      |

| 全作詞: Desmond Child, Draco Rosa、日本語詞: 康珍化、全作曲: Desmond Child, Draco Rosa。 |                                               |                                             |                           |            |      |
| #                                                                                        | タイトル                                      | 作詞                                        | 作曲・編曲                | リミックス | 時間 |
| 1.                                                                                       | 「GOLDFINGER '99」(AKAKAGE's Happy Finger★99) | Desmond Child, Draco Rosa、日本語詞: 康珍化 | Desmond Child, Draco Rosa | AKAKAGE    | 4:00 |
| 2.                                                                                       | 「GOLDFINGER '99」(Instrumental)              | Desmond Child, Draco Rosa、日本語詞: 康珍化 | Desmond Child, Draco Rosa |            | 4:00 |
| 合計時間:                                                                                | 合計時間:                                     | 合計時間:                                   | 8:00                      |            |      |

## タイアップ
| # | 曲名               | タイアップ                                       | 出典  |
| - | ------------------ | ------------------------------------------------ | ----- |
| 1 | 「GOLDFINGER '99」 | TBS系『ワンダフル』1999年7月期エンディングテーマ | [ 6 ] |
| 1 | 「GOLDFINGER '99」 | TBS系東芝日曜劇場『ヤマダ一家の辛抱』主題歌      | [ 7 ] |

## 倖田來未のカバー版
「GOLDFINGER 2019」（ゴールドフィンガー 2019）は、日本の歌手・倖田來未の5作目の配信限定シングル。2019年8月14日に配信された。

### 解説
前作『DO ME』から約1か月ぶりのリリースである。郷ひろみの「GOLDFINGER '99」のカバー。
“倖田來未”なりのリメイクな解釈で、「楽曲をどう変化させるかっていう挑戦」「「GOLDFINGER '99」という楽曲も20周年で、“倖田來未”の原点というかターニングポイントってある種カバー曲。キーとなる曲」として語っている。

### 楽曲 (倖田來未)
1. GOLDFINGER 2019 [4:31]
作詞・作曲：Desmond Child、Draco Rosa
編曲：iamSHUM
(日本語詞：康珍化)

### 収録アルバム (倖田來未)
- 『re(CORD)』
- 『BEST 〜2000-2020〜』(ファンクラブ限定盤)

### 収録ライブ映像 (倖田來未)
- 『KODA KUMI LIVE TOUR 2019 re(LIVE) -Black Cherry- & -JAPONESQUE-』(ファンクラブ限定盤)
  - 『KODA KUMI LIVE TOUR 2019 re(LIVE) 〜Black Cherry〜』(Livin' La Vida Locaと共にメドレー)
  - 『KODA KUMI LIVE TOUR 2019 re(LIVE) 〜JAPONESQUE〜』(Livin' La Vida Locaと共にメドレー)